# Джон Раскін
Джон Раскін (англ. John Ruskin; 8 лютого 1819, Лондон — 20 січня 1900, Брентвуд) — англійський письменник, теоретик мистецтва, літературний критик і поет, який значно вплинув на розвиток мистецтвознавства та естетики другої половини XIX — початку XX століття.

## Біографія і творчість
Джон Раскін народився 8 лютого 1819 року в сім'ї багатого шотланського торговця хересом Д. Дж. Раскіна. У сім'ї панувала атмосфера релігійного благочестя, що значно вплинуло на подальші погляди письменника. Ще в юності Джон багато подорожував, причому щоденники подорожей обов'язково включали нотатки про геологічні утворення в ландшафті відвідуваних країн.

## Оксфорд і невдале професорство

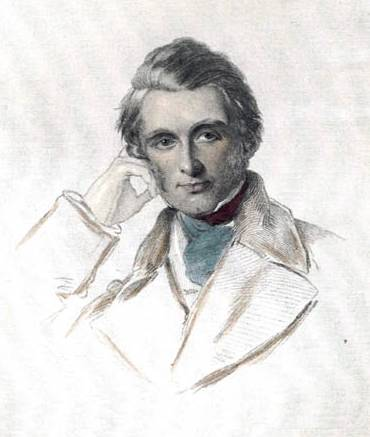
Джон Раскін в молодості

Вищу освіту Раскін отримав в Оксфордському університеті, який закінчив у 24 роки. Вже у 1869 році його обрали професором щойно організованої катедри мистецтвознавства. Коли Раскін став лектором, він наполягав на необхідності вивчення геології і біології майбутніми пейзажистами, а також на введенні практики наукового малювання: «У погожі дні я присвячую трохи часу копіткому вивченню природи; при негоді я за основу беру лист або рослину і малюю їх. Це неминуче веде мене до з'ясування їхніх ботанічних назв». Раскін швидко зрозумів недостатність тільки теоретичних пошуків. Досить рішучий, він організував при університеті школу живопису і невеличкий музей. Палкий прихильник декоративно-ужиткового мистецтва, він організував там ще й кустарну майстерню.
За короткий термін праці в Оксфорді Раскін встиг обміркувати і написати декілька робіт, присвячених італійському місту Флоренція. Найвідоміша з них — «Ранок у Флоренції», що стане друкованою книгою. Самовпевнений професор дозволив собі критичні напади на стиль класицизму (і його пізню, потворну форму академізм). Якщо лекції молодого професора мали популярність серед студентів, то його напади на академізм викликали спротив університетської професури, й ті добилися відставки Раскіна. Далі він займатиметься мистецтвознавством і його теорією приватно. Його лекції вплинули на Реймонда Анвіна (англ. Raymond Unwin).

## Невдалий шлюб
Раскін узяв шлюб з Еффі Грей. Шлюб був невдалим і його визнали недійсним. Раскін довго не одружувався, поки не закохався в дівчинку 11 років Розу ла Туш. В її 17 він хотів взяти з нею шлюб. Але йому було 50, і батьки Рози зробили все, аби шлюб не здійснився. У 27-річному віці Роза померла в приватній клініці, куди її помістили батьки.

## Раскін-філантроп і утопіст
Заможний і рішучий Раскін розпочав філантропську діяльність.
- Теорія. Раскін писав: «У нас (тобто в Англії) повинні бути красиві поселення, міста, що не скупчуються потворно. Вони повинні бути невеличких розмірів… Кожне місто слід оточити садами з квітучими деревами і ніжно шепочушими струмками. — Це неможливо! — скажете Ви. Може й так. Але яке мені діло до цього неможливого. Я лише знаю, що це необхідно.»
- Практика. Він став організатором поселення для робітників у шести милях від міста Шеффілд, землю під цю колонію викупили на його гроші. Як колись в Оксфорді, він організував на околиці Шеффілда музей та бібліотеку. Він навіть сам обробляв клапоть землі… У хижацькому, капіталістичному оточенні ідея проіснувало біля року і колонія розпалась. Пам'ять про неї трохи жевріє в музейчику, що зберігся в Шеффілді.

- Невдачею закінчилися і спроба заснування ще однієї колонії робітників у Бармуті, заснування ремісничих майстерень на острові Мен, заснування друкарні поблизу своєї садиби в Орпінгстоні.

Раскін у своїй діяльності відштовхувався від ідеї, що освіта і мистецтво не повинні бути привілеєм лише багатіїв. Знадобиться забагато часу, аби це стало ясно ще й консервативно налаштованим багатіям Британії і Сполучених Штатів. Але Раскін до цього не дожив.

## Хвороба і смерть
Потворне, буржуазно-обмежене суспільство Вікторіанської Англії не сприймало практичної діяльності Раскіна схвально. Тим часом у старого Раскіна почалися напади психічного захворювання, і наприкінці життя він усамітнився в своїй садибі, де і помер.

## Уславлена англійська готика

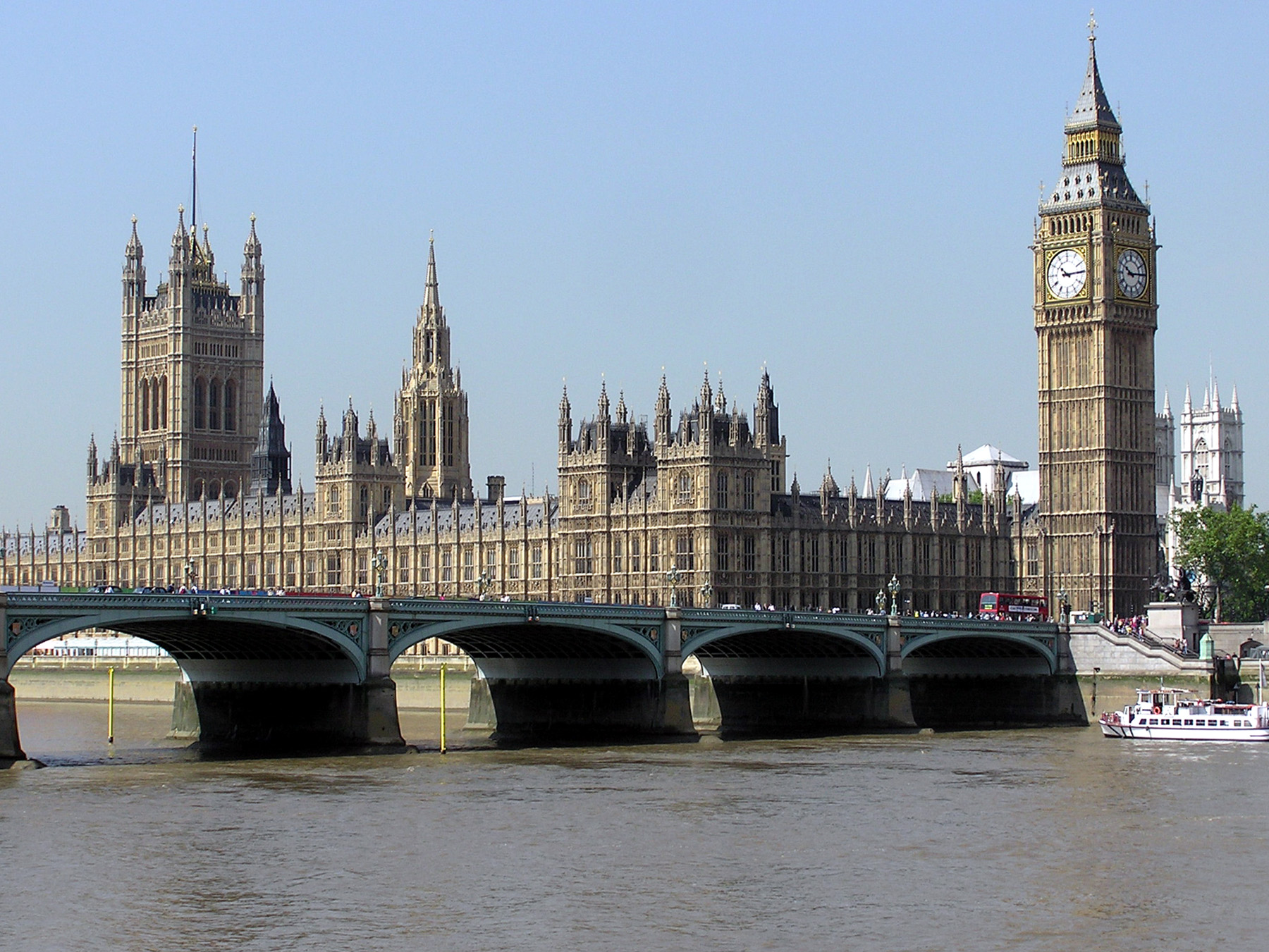
Парламент в Лондоні. Неоготика 19 ст.

Готика займає особливе місце як в мистецтві Британії, так і в її естетичних смаках. Готична архітектура стала окрасою всього середньовіччя Британії і майже не втрачала свого високого авторитету довше, ніж в будь-якій країні континенту Європа. В 19 столітті Британія пережила значне захоплення національною готичною архітектурою, як колись Італія 15 століття захоплення архітектурою античності. В англійській архітектурі 19 ст. мала поширення неоготика і неоготична архітектура. А забудова нового Парламенту відбулася в неоготичному стилі, стала візитівкою Лондону, розійшлася в тисячах листівок і зображень по всьому світу. Ще більше захоплення неоготикою мали архітектори при побудові університетських корпусів Британії і Сполучених Штатів. Відтоді архітектурний образ багатьох університетів по обидва боки Атлантичного океану сформувала саме неоготика і пізній класицизм.

## Раскін і готика

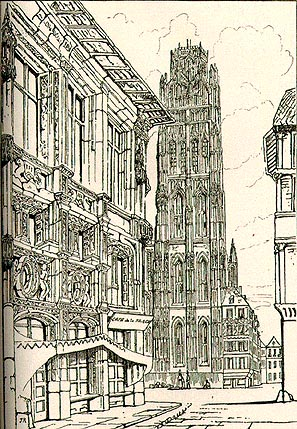
Джон Раскін. «Вежа катедрального собору», Руан, 1835 р., Франція

Палкий прихильник середньовічного мистецтва, Раскін не схвалював неоготику в архітектурі. І якщо офіційні кола Британії всіляко підтримували неоготику архітектора Огастеса П'юджина, Раскін наважився критикувати її і твори П'юджина.
Мистецтвознавця Раскіна дратували історичні стилі 19 століття, як несамостійні, вульгарні, хаотична забудова. Але новий і самостійний архітектурний стиль так і не був вироблений у 19 столітті. А заклики Раскіна не могли завадити проблемі. Вийшло, що він лише окреслив одну з неприємних проблем 19 століття, але не міг допомогти її вирішенню.

## Раскін і пам'ятки культури
Особливе місце в поглядах і працях Раскіна зайняла охорона пам'яток культури. Він закликав до охорони пам'ятників у самому широкому розумінні, куди включав і фрески, і картини, і барельєфи, і значну історичну чи мистецьку споруду, в тому числі значне історичне місто. В літературних працях він звертався до емоцій і совісті читача, нагадував про відповідальність перед наступними поколіннями: «…феодальні та монастирські будівлі Європи зараз зникають як сни. Важко уявити, з якою сумішшю заздрості і презирства на нас будуть дивитися нові покоління. Адже ми володіли цими скарбами і нічого не зробили, аби зберегти їх чи хоч би відтворити на полотні.»

## Дж. Раскін і любов до природи
Джон Раскін один з перших підняв питання про охорону краси ділянок дикої природи. Вніс величезний вклад у розвиток західної філософії та ідеології охорони дикої природи. Його погляди сприяли формуванню, зокрема, польської ідеології природоохорони (Ян Павліковський та ін.).
Джона Раскіна можна назвати батьком природоохоронної естетики, основні ідеї викладені ним в III томі трактату «Сучасні художники». Його найбільша заслуга в тому, що він першим заявив, що прототип і критерії краси можна знайти тільки в дикій природі, оскільки «тільки вона є нічим не спотворена і не осквернена». Він запропонував видавати премії землевласникам, що утримують свої землі в стані природної витонченості.
До Раскина у західній культурній традиції та естетиці красивими вважалися тільки окультурені ландшафти, дика природа ж естетичної цінності не мала. Такий підхід послаблював зусилля діячів природоохорони по захисту краси дикої природи.
Раскін наважився порушити усталені традиції: «Чисту любов до природи завжди викликає в мені природа дика, тобто місця абсолютно природні і, переважно, пожвавлені річками або морем. Тут відчувається сила, і вільна, нічим не порушена влада природи». «Все, що наближається до неї, прагне до краси, все, що віддаляється від неї, схиляється до неподобства!».
Таким чином, за Раскіном, найкрасивішою природою є природа дика. Інша справа, що людина не завжди в змозі оцінити цю красу: «Класи людей, які виросли серед природи, далеко від міст, ніколи не розуміють краси пейзажу. Краса тварин більше доступна їм, та й то не зовсім. Не краса тварини, а визнання її корисності зрозумілі селянину (…). Тільки розвинені люди можуть бачити красу пейзажу: тільки музикою, літературою і живописом дається розвиток», — писав Джон Раскін.
Мистецтвознавець завжди рішуче протестував проти знищення природної краси. У своїй роботі «Грозові хмари XIX століття» він назвав потворні, димні отруйні хмари над сучасною Англією справжнім нещастям, «моральною поразкою», що передвіщає «прихід великої грози».
Не менш важливим видається філософське осмислення Раскіном поняття «любові до природи». Любов до природи він вважав найвищою мірою людським почуттям, зізнавався, що вона була «визначальною пристрастю в житті». За словами Раскіна, любов до природи — « саме здорове почуття, властиве людям», почуття, несумісне зі злими пристрастями: «Відсутність любові до природи не є безсумнівним недоліком, але наявність цього почуття — обов'язкова ознака доброти серця і справедливого морального почуття…, ступінь глибини цього почуття, ймовірно, визначає і ступінь благородства і краси характеру».
Дж. Раскін вважав любов до природи релігійним почуттям: «… любов до природи, де б вона не виявлялася, завжди була віруючим і святим елементом почуття, так що хоча б навіть, при розгляді двох особистостей, усі інші обставини були б однакові, та, яка більше любить природу, завжди виявиться більш здатною до віри в Бога. Ми переконаємося, що з поклоніння природі виникає таке усвідомлення дійсності і влади великого закону, яке не може бути ні порушено, ні вражене ніяким чисто логічним міркуванням, і там, де дотримується таке поклоніння природі невинно, тобто при належній увазі до інших вимог часу, почуття і зусиль, і де до нього приєднуються глибокі первісні сили релігії — там це поклоніння перетворюється на русло відомих священних істин».
Погляди Раскіна на природу як священну саму по собі було також вузловим моментом у розвитку природоохоронної ідеології. І хоча це суперечило поширеному  християнському погляду, який позбавляє природу її сакральності, поступово все більше західних діячів природоохорони дотримувалося точки зору англійського культуролога.
Дика природа як прояв святого добре описана Джоном Раскін в його поясненні свого власного сприйняття божественного: «… я відчув святість у всій природі, від самого малого до найбільшого: це був інстинктивне благоговіння, змішане із захопленням; невимовне хвилювання, яке зазвичай буває при відчутті безтілесного духу: я найкраще це відчував, коли я був наодинці, і тоді я міг тремтіти і від радості і від страху перед ним. Коли я вперше підходжу до берега гірської річки або бачу горизонт, відтінений вечірнім заходом або бачу руїни, порослі мохом, я не можу описати це почуття радості, яке, як мені здається, приходить завдяки сердечному голоду, задоволеному нарешті присутністю Великого і Святого духа. Ці почуття переповнювали мене, поки мені не виповнилося 20 років: коли ж частка практицизму і чіткого раціонального мислення в мені збільшилася і «мирська суєта» мене не поглинула, ці почуття постійно працювали, як це описує Вордсворт в його «Визнанні безсмертя».
Пріоритет Джона Раскіна у розвитку природоохорони ще й у тому, що він пов'язав любов до природи з патріотизмом. Ця його ідея пізніше була особливо підхоплена в  Німеччині та Польщі, де в поняття «охорона  батьківщини» увійшла як охорона природи, так і захист пам'яток старовини.
«Може бути, в цьому спогляданні рідних картин природи полягає джерело багатьох великих ідей, керуючих світом і основа так званого патріотизму. Пейзаж є улюблений лик матері-вітчизни. Мимоволі задаєшся питанням — чи не повинна ця краса служити головним завданням патріота, так як вона переважно і виховала його? Що толку в турботах про увічнення ідеї батьківщини, якщо ми не намагаємося увічнити її дорогий образ? Не щедро розсіюючи статуї, а глибоко шануючи неотесані камені батьківщини, ми зберемо рясні жнива людей. І нація тільки тоді гідна тієї землі і тих картин природи, які вона успадкувала, коли всіма своїми вчинками і всіма мистецтвами старається для прийдешніх поколінь додати їм більше краси», — заявляв Джон Раскін.
Раскін відкидав антропоцентризм. Він вважав, що «дерева, степи і квіти були створені для всіх». Філософ був першим, хто так образно показав, що характер і зовнішній вигляд людини багато в чому залежить від природного оточення. Звідси виникло популярне наприкінці XIX — початку XX століть гасло про збереження краси обличчя матері-землі як важливої умови збереження краси народу.
Що ж до охорони природи в цілому, то Дж. Раскін назвав її найважливішим завданням людства.

## Літературна спадщина Раскіна
Серед його робіт найвідоміші «Лекції про мистецтво» (англ. Lectures of Art, 1870), «Художня вигадка: прекрасне і потворне» (англ. Fiction: Fair and Foul), «Англійське мистецтво» (англ. The Art of England), «Сучасні художники» (англ. Modern Painters, 1843—1860). Усього Раскіним написано п'ятдесят книг, сімсот статей і лекцій.

## Про нього
- Аникин Г. В. Эстетика Джона Рескина и английская литература XIX века. — М.: Наука, 1986. — 317 с.
- Борейко В. Е. Введение в природоохранную эстетику / Изд. 2-е, доп. — К.: Киев. экол.-культ. центр, 1999. — 128 с.
- Борейко В. Е. Эссе о дикой природе. — К.: Киев. экол.-культ. центр, 2000. — 148 с.
- Борейко В. Е. Философы зоозащиты и природоохраны. — К.: КЭКЦ, 2012. — 179 с.
- Сизеранн Р. Рескин и религия красоты. — М., 1900. — 202 с.